# Heilig Hartbeeld (Venlo)
Het Heilig Hartbeeld is een standbeeld gemaakt door August Falise in de Nederlandse stad Venlo, in de provincie Limburg.

## Achtergrond
Het Heilig Hartbeeld aan de Keulsepoort werd op 5 juni 1921 door bisschop Laurentius Schrijnen van Roermond onthuld, in aanwezigheid van onder anderen burgemeester Van Rijn.

## Beschrijving
De staande Christusfiguur is gekleed in een gewaad en omhangen met een mantel. Hij heft zegenend zijn beide handen op en toont daarbij de stigmata. Op zijn borst prijkt het Heilig Hart. Het beeld staat op een granieten sokkel, waarop een inscriptie is aangebracht met de tekst Regi Suo Cives (de burgers aan hun koning).